# K-ROCK (アルバム)
『K-ROCK』（ケー・ロック）は、アン・ルイスのスタジオ・アルバム。1992年9月23日にビクターエンタテインメントから発売された。

## 概要
アルバム・タイトルの「K-ROCK」は「歌謡ロック」を意味するものとされている。
音楽プロデューサーはレベッカの土橋安騎夫を迎え、レコーディングはロサンゼルスで行われた。ゲストミュージシャンに当時のネルソンのメンバーであったブレット・ガースド（ギター）、ポール・ミルコヴィッチ（キーボード）、ボビー・ロック（ドラムス）をはじめ、ギタリストにジェイク・E・リー、マイケル・トンプソン、ドラマーにヴィニー・カリウタ、デニー・フォンハイザー、バックボーカルにレイ・ギランらが参加している。

## 収録曲
- 全編曲：土橋安騎夫

1. いらいらさせないで
  - 作詞：松井五郎、作曲：松田良
2. Foolish Prisoner
  - 作詞：Annie、作曲：Char
3. Mr. Rocker
  - 作詞：Annie、作曲：西田昌史
4. 夜に傷ついて
  - 作詞：岩里祐穂、作曲：中崎英也
5. Poison
  - 作詞：森雪之丞、作曲：依田稔
6. 消えゆくままに…
  - 作詞：石川あゆ子、作曲：中崎英也
7. 夢の果てまでも
  - 作詞：湯川れい子、作曲：南木直樹
8. ほっといてよ
  - 作詞：松井五郎、作曲：高橋ヨシロウ
9. 銀色の涙
  - 作詞：Annie、作曲：Char
10. Take Me Back
  - 作詞：森雪之丞、作曲：土橋安騎夫
11. Middle Of Eden
  - 作詞：石川あゆ子、作曲：中崎英也・Annie